# Росляк, Юрий Витальевич
Юрий Витальевич Росляк (род. 19 января 1954, Москва) — советский инженер-гидротехник, политический и государственный деятель города Москвы.
В 2003—2010 гг. — Первый заместитель Мэра Москвы в правительстве Москвы, руководитель комплекса экономической политики и развития города Москвы, глава региональной энергетической комиссии города Москвы.
С 22 декабря 2010 года по 13 сентября 2013 года — представитель от исполнительного органа власти города Москвы в Совете Федерации Федерального Собрания Российской Федерации.
Отмечен рядом государственных наград, является заслуженным строителем Российской Федерации.

## Биография
Юрий Росляк родился в 1954 году в Москве в семье гидростроителя. В детстве вместе с родителями неоднократно переезжал по стране с одной стройки на другую.
Окончил Московский инженерно-строительный институт имени В. В. Куйбышева в 1975 году по специальности «инженер-гидротехник». Трудовую карьеру начал слесарем строительного управления. С 1976 года конструктор СКБ «Мосгидросталь» Минэнерго СССР. В 1979 году поступает на работу в Главное управление капитального строительства Мосгорисполкома, где занимал различные инженерно-технические должности.
В 1986 году Росляк перешёл на работу в систему органов исполнительной власти Москвы. Был заместителем председателя исполкома Красногвардейского райсовета. С 1990 года заместитель начальника Главного управления по строительству Мосстройкомитета. В 1991 году назначен первым заместителем главы комитета экономики и прогнозирования правительства Москвы. Затем — руководитель Департамента перспективного развития Москвы.
В 1995 году Росляк стал заместителем Премьера Правительства Москвы и возглавил Департамент экономической политики и развития Москвы. 30 декабря 2003 года Росляк становится первым заместителем мэра Москвы в правительстве Москвы, руководителем комплекса экономической политики и развития города Москвы.
В августе 2005 года, после назначения вице-мэра Москвы В. П. Шанцева губернатором Нижегородской области, к Росляку перешла часть его полномочий. В частности, Юрий Витальевич возглавил Региональную энергетическую комиссию города Москвы.
В сентябре 2010 года Юрия Росляка в некоторых СМИ со ссылкой на источник, близкий к администрации президента, назвали в качестве «человека из московской команды», которого могут назначить на пост мэра Москвы в случае добровольной досрочной отставки Ю. М. Лужкова.
20 декабря 2010 года мэром Москвы С. С. Собяниным был подписан указ об освобождении Ю. В. Росляка от занимаемой должности. Одновременно он назначен представителем от исполнительного органа государственной власти города Москвы в Совете Федерации Федерального Собрания РФ на срок полномочий мэра Москвы.
22 декабря 2010 г. Мосгордума подтвердила данное назначение.
С 25 сентября 2013 года по сентябрь 2019 года — аудитор Счётной палаты России.
В сентябре 2019 года назначен заместителем генерального директора — главным финансовым директором Госкорпорации «Роскосмос».
В мае 2021 года покинул должность заместителя гендиректора Роскосмоса по строительству, перешёл на работу в Центр имени М. В. Хруничева.

## Семья
Женат. Имеет одного ребёнка — дочь, Мария Юрьевна Росляк (род. 1978 г.), экс-президент банка «Огни Москвы».

## Отзывы
Директор Института современной политики Владимир Лысенко, комментируя уход В. П. Шанцева из мэрии Москвы, заявил, что «место второго человека в столице займёт, скорее всего, вице-мэр Юрий Росляк».
«Это один из самых сильных и толковых экономистов в правительстве города, — утверждает Лысенко. — Уже после прошлых выборов Лужков ему фактически отдал всю экономическую и финансовую власть в столице, и фактически Росляк является теневым руководителем Москвы, потому что все структуры, которые платят налоги, находятся в его ведении».
В том же 2005 году кредитный аналитик Standard & Poor's Борис Копейкин назвал Росляка наряду с В. И. Ресиным одним из двух кураторов бизнеса, связанного с недвижимостью, в правительстве Москвы.

## Награды и звания
- Орден «За заслуги перед Отечеством» III степени (17 сентября 2009 года) — за большой вклад в социально-экономическое развитие города Москвы и многолетнюю добросовестную работу[11]
- Орден «За заслуги перед Отечеством» IV степени (22 ноября 2003 года) — за большой вклад в развитие строительной отрасли, достигнутые трудовые успехи и многолетнюю добросовестную работу[12]
- Орден Почёта (6 октября 1997 года)— за большой вклад в укрепление экономики, развитие социальной сферы и в связи с 850-летием основания Москвы[13]
- Орден Дружбы (28 октября 2019 года) — за заслуги в укреплении системы государственного финансового контроля и многолетнюю добросовестную работу[14]
- Медаль ордена «За заслуги перед Отечеством» II степени (2002 год)[15]
- Медаль Жукова (1997 год)[16].
- Заслуженный строитель Российской Федерации (3 июня 1994 года) — за заслуги в области строительства и многолетний добросовестный труд[17]
- Благодарность Президента Российской Федерации (2 августа 2006 года) — за большой вклад в социально-экономическое развитие города и многолетнюю добросовестную работу[18]
- Почётная грамота Правительства Российской Федерации (16 января 2004 года) — за многолетний добросовестный труд[19]
- Знак отличия «За заслуги перед Москвой» (23 декабря 2010 года) — за большой вклад в социально-экономическое развитие города Москвы и многолетний добросовестный труд на благо его жителей[20]
- Знак отличия «За безупречную службу городу Москве» XXX лет (16 января 2009 года) — за большой личный вклад в социально-экономическое развитие столицы, многолетнюю плодотворную деятельность на благо города и москвичей[21]
- Почётная грамота Совета Министров Республики Беларусь (27 ноября 2006 года) — за большой личный вклад в укрепление и развитие экономических, научно-технических и культурных связей между Республикой Беларусь и городом Москвой Российской Федерации[22]
- Национальная премия «Россиянин года» (2007 год)[23]